# Lorenzo Veneziano

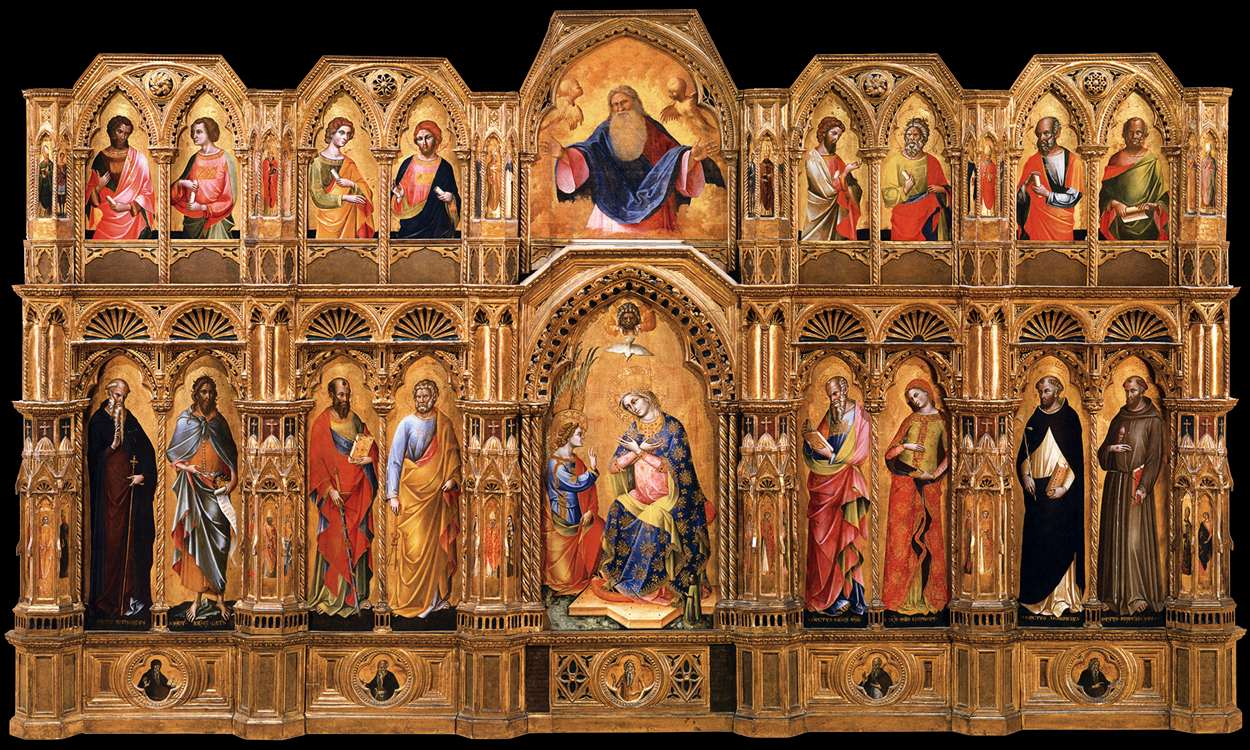
Polyptyque Lion

Lorenzo Veneziano (Venècia, probablement nascut a partir de 1336 i mort el 1379) va ser un pintor venecià, documentat a la seva ciutat natal entre els anys 1356 i 1372.

## Vida
El seu mestre va ser probablement Paolo Veneziano. En qualsevol cas, li va influir en els seus orígens, des de l'època en la qual era de moda l'estil romà d'Orient. Encara que es va centrar principalment a Venècia, també va treballar a Verona, Bolonya, Pàdua i Vicenza. Va anar evolucionant, alimentant-se de la curiositat naturalista que venia del gòtic del nord, especialment de Bohèmia, fins a convertir-se en un dels artistes més representatius del Gòtic Internacional i ser considerat com el més important pintor de l'Escola veneciana del trecento.

## Obra

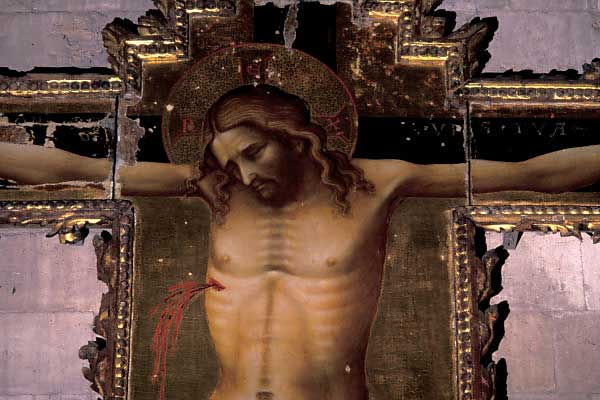
Detall del Santcrist de la Basílica de San Zeno

La pintura documentada més antiga és de 1356, que procedia d'una col·lecció de Verona, però va desaparèixer. Ho primer que es conserva, destaca el Políptic Lion per a l'altar major de l'Església de Sant Antoni Abat, avui a la Galeria de l'Acadèmia de Venècia, finalitzat el 1359 i que representa L'Anunciació amb retrat del donant Domenico Lion, Crist beneint i diverses figures de Sants, va ser fet amb la col·laboració de Francesco Bissolo. L'Acadèmia també posseeix un retaule pintat el 1371 que conté cinc taules en què apareixien una Anunciació i sis figures de Sants, però que ara es troben com pintures individuals.
Altres obres de Lorenzo Veneziano:
- A la Basílica de San Zeno a Verona, es troba un Santcrist probablement de 1358.[3]
- A la Pinacoteca de Brera a Milà, la part central d'una Coronació de la Mare de Déu i una Mare de Déu amb l'Infant i sants.
- A la Catedral de Vicenza, La mort de la Mare de Déu de 1366.
- Al Museu Thyssen-Bornemisza de Madrid, un tríptic portàtil amb la taula central representant una Crucifixió i a les laterals, l'Anunciació, arcàngel Gabriel i d'altres escenes (c. 1370-1375).
- Al Museu Correr de Venècia, El Salvador entronitzat amb sants i àngels de 1369.
- Al Museu de Young de San Francisco, Mare de Déu entronitzada amb l'Infant i dominicà agenollat.
- Al Museu del Louvre de París, Mare de Déu en el tron amb l'Infant de 1372, que és la taula central d'un políptic i que de vegades se'l denomina La Mare de Déu de la rosa.